# San Giuliano e il Redentore
San Giuliano e il Redentore è un affresco di Andrea del Castagno, datato al 1451 e conservato nella basilica della Santissima Annunziata a Firenze (nella cappella Feroni, normalmente non visibile nascosto dalla pala del Loth).

## Storia
L'affresco, citato dalle fonti antiche, venne dipinto nel 1451, quando furono edificate le cinque cappelle dell'Annunziata.
Fu coperto nel 1692 da una pala d'altare di Carlo Loth, che venne rimossa impropriamente nel 1857 danneggiando la parte inferiore dell'affresco retrostante. Si persero così le Storie di san Giuliano che il Vasari aveva descritto come eseguite "con buon numero di figure ed un cane in iscorto, che fu molto lodato".

## Descrizione
Il tema dell'opera è il pentimento di Giuliano, dopo il tragico errore di aver ucciso i propri genitori nel sonno, per colpa di un equivoco suggerito da un diavolo travestito. La redenzione è evidenziata anche dalle iscrizioni, che sottolineano la preghiera e l'eremitaggio di Giuliano (rispettivamente a destra e sinistra) e il perdono di Cristo, con una specie di fumetto che parte dalla sua bocca e discende verso il santo. L'iconografia è inconsueta e non se ne conoscono le ragioni della scelta. La studiosa Horster la mise in relazione con un codice già all'Annunziata, datato 1373-1390, dove si trova la stessa frase sul pentimento di Giuliano.
Lo sfondo montagnoso è stato messo in relazione con l'Appennino nei pressi del Monte Falterona, da dove era originario Andrea.

## Stile
L'opera è caratterizzata da un forte chiaroscuro, tipico di Andrea del Castagno, che sbalza le figure e il panneggio. I volti sono caratterizzati da espressioni intense ed espressivamente drammatiche, mentre dettagli come le mani rivelano la perfetta padronanza dell'anatomia di Andrea.